# Форт-500
Форт-500 — серія помпових рушниць калібру 12/76 мм виробництва НВО «Форт». Розроблена наприкінці 1990-тих років для озброєння співробітників МВС і Служби безпеки України.

## Характеристики
В конструкції рушниці Форт-500 використані деякі рішення, запозичені з американської рушниці Remington 870.
Поряд з базовим варіантом рушниці Форт-500 випускаються і спеціалізовані модифікації з укороченим стволом (до 345 мм), складаним вгору або телескопічним регульованим прикладом і комплектом рейок Пікатіні для установки додаткових аксесуарів. На цівку передбачена установка пістолетної рукоятки і ліхтаря. На ствол можливе приєднання спеціальних пристосувань (для вибивання замку в дверях, для стрільби гранатою зі сльозогінним газом).
Також, аналогічно до бойових варіантів, для мисливців була розроблена модифікація Форт-500М зі складаним прикладом.
Рушниця може комплектуватися фіксованим або складним прикладом, випускається також і варіант без приклада, тільки з пістолетною рукояткою.
Гладкоствольні рушниці Форт-500 використовують ручну перезарядку з подовжньо ковзаючою назад-вперед цівкою.
Запобіжник від випадкового пострілу блокує шептало із спусковим гачком при зведеному ударно-спусковому механізмі.
Живлення зброї боєприпасами здійснюється з підствольного трубчастого магазина, який споряджують через вікно в нижній частині ствольної коробки.
Стволи комплектують змінними чоками, замість яких в «поліцейському» варіанті можливе встановлення насадки для метання гранат зі сльозогінним газом.
Рушницю Форт-500 в обмежених кількостях було прийнято на озброєння спецпідрозділів МВС і СБ України, а також представлено для продажу в мисливському варіанті.

## Модифікації
- Форт-500 — перший (базовий) варіант, знятий з виробництва.
- Форт-500АС
- Форт-500MC
- Форт-500М1C
- Форт–500ТC

| Модифікація | Загальна довжина, мм | Довжина зі складеним прикладом, мм | Висота, мм | Висота зі складенним прикладом, мм | Ширина, мм | Довжина ствола, мм | Вага з порожнім магазином, кг | Місткість магазина |
| ----------- | -------------------- | ---------------------------------- | ---------- | ---------------------------------- | ---------- | ------------------ | ----------------------------- | ------------------ |
| Форт-500А   | 1010                 | 750                                | 170        | 210                                | 53         | 510                | 4,1                           | 6                  |
| Форт-500М   | 878                  | 780                                | 205        | 205                                | 64         | 345                | 4,1                           | 4                  |
| Форт-500М1  | 845                  | 585                                | 200        | 245                                | 64         | 345                | 4,3                           | 4                  |
| Форт-500Т   | 1042                 | 940                                | 180        | -                                  | 56         | 510                | 4,0                           | 6                  |

## Відомі випадки застосування

### Євромайдан

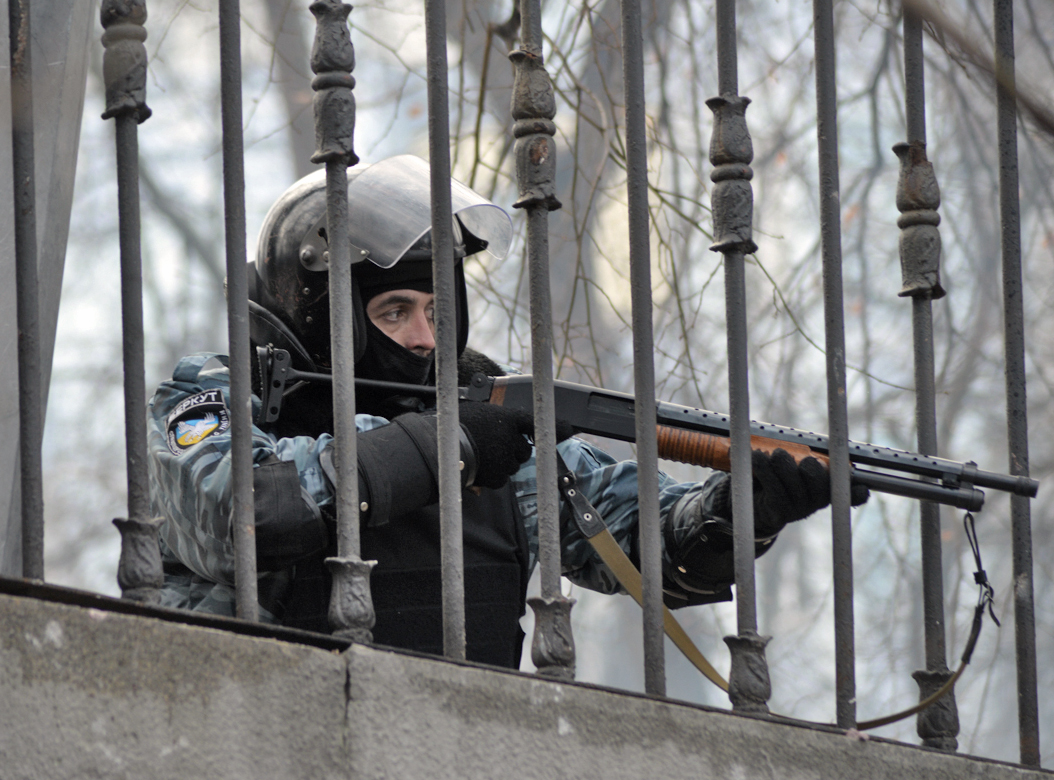
Співробітник «Беркута» цілиться з Форт-500А під час масових зіткнень на вулиці Грушевського, 18 січня 2014 р.

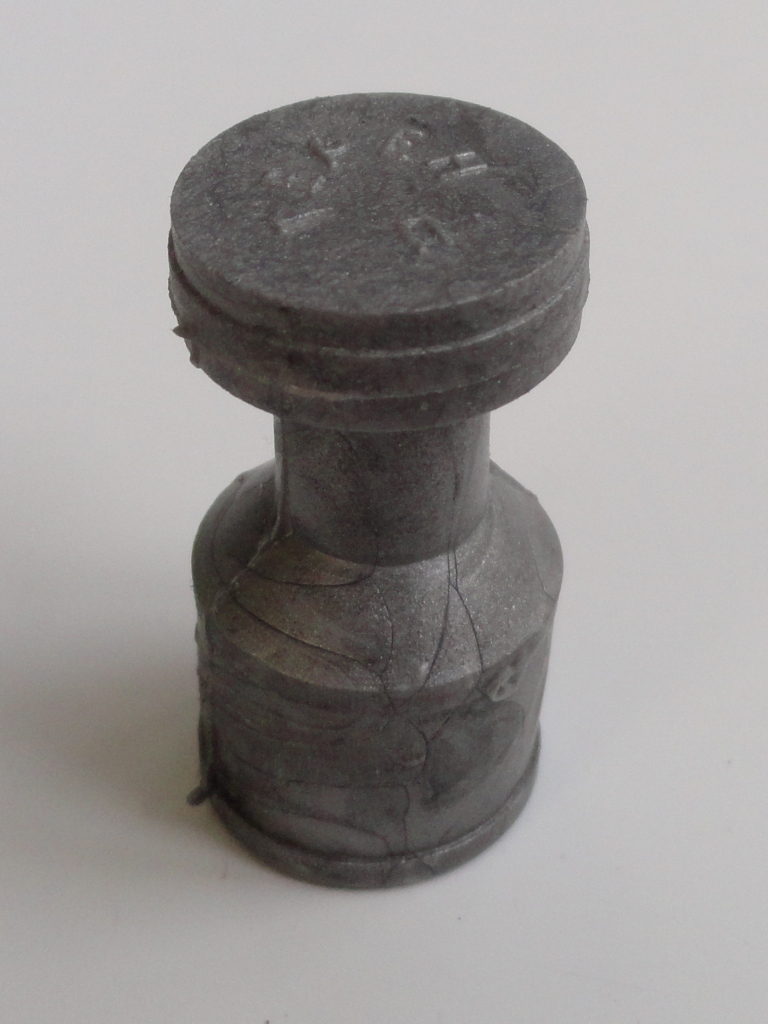
Гумова куля «Терен-12П», створена НВП «Еколог» на основі конструкції кулі Блондо, яку можна використовувати для стрільби з рушниць «Форт-500»

Попри заперечення Міністерства внутрішніх справ України, під час масових зіткнень на вулиці Грушевського поблизу стадіону «Динамо», підрозділи спеціального призначення «Беркут» та інші підрозділи МВС використовували вогнепальну зброю — різні модифікації рушниць Форт-500. Міліція застосувала гумові кулі, ними було завдано численних поранень як демонстрантам, так і журналістам та добровольцям з медичної служби.

## Оператори
- Україна — в 2000 році перша партія рушниць «Форт-500» була передана на дослідну експлуатацію підрозділів ГУ МВС України по Києву та Київської області[11]. Надалі, рушниці поступили на озброєння спецпідрозділу «Беркут» МВС України[12] та прикордонної служби[13]. Після реформ МВС України та створення Національної поліції, рушниці увійшли до переліку озброєнь спецпідрозділу «КОРД» Національної поліції України[14]